# スタン・ポリー
スタンリー・H・ポリー（Stanley H. Polley, 1922年4月7日 - 2009年7月20日）は、1960年代から1970年代にかけて英米で活動したマネージャー。バッドフィンガーやアル・クーパー、ルー・クリスティ、ハンク・メドレス、チャールズ・カレロ、サンディ・リンザー、ボブ・ルイスらをクライアントに抱えていた。
担当したアーティストや設立した会社の利権を食い物にして、背任・横領・資金洗浄などの不正にかかわったとして起訴されており、著名人のマネージャーという立場を悪用した、いわば詐欺師というべき人物である。

## 略歴
ニューヨーク出身。米国陸軍を退役して、ニューヨークの衣料業界でマネージャー業に入る。
1960年代の中頃に、知り合いになった歌手、ルー・クリスティとの縁故をつてに、芸能人のマネジメントも手懸けるようになり、ニューヨークやロサンジェルスでその他のアーティストと活動するようになった。1968年ごろに最初の事務所「ファイヴ・アーツ・マネジメント」を設立した。名称は、クリスティのほかにミュージシャンのアル・クーパー、作曲家のサンディ・リンザー、編曲家のチャールズ・カレロ、WABCのディスクジョッキーであるボブ・ルイスの計5人が所属していたことにちなんでいる。さらに2人の作曲家、アーウィン・レヴァインとラリー・ブラウンを釣り上げて新社屋を設立した。
1970年には、アメリカ合衆国に代表団を求めていたイギリスのロックグループ、バッドフィンガーとマネジメント契約を結んで、新社「有限会社バッドフィンガー・エンタープライズ」を設立した。
「ニューヨーク・タイムズ」紙によると、ポリーは匿名の複数の犯罪者とニューヨーク最高裁の判事とを仲介したとして、1971年に上院議会の公聴会に招致されている。アメリカのクライアントの大半が彼の業務に疑いを持っていたと語っているが、取り調べの報道に接して彼と手を切るアーティストは多くなかった。
1972年にポリーはワーナー・ブラザース・レコードと交渉してバッドフィンガーとの契約を成立させたが、支度金をエスクロー（第三者寄託金）に振り込むことを要求する内容になっていた。1974年にワーナー・ブラザーズの出版部門が、資金の確認に失敗したとして、ポリーを提訴した。バッドフィンガーは法的に追い詰められて金銭面で破綻し、リーダーのピート・ハムは、ポリーに対して当てつける内容の書き置きを遺して、1975年に自殺した。
1991年にポリーは、カリフォルニア州リバーサイド郡の法廷において、資金の着服やマネーロンダリングの告訴を抗弁せずに認めた。航空エンジニアのピーター・ブロックから、飛行機エンジンの製造会社を2人で立ち上げた後に25万ドルを詐取されたとして告発され、法廷から、5年間の保護観察に付されるとともに、使い込んだ全額をブロックに返すように命ぜられた。しかし原告は、損害賠償は実現されていないと申し立てている。
引退後は、カリフォルニア州パームスプリングスで化粧品店を経営する妻と平穏に暮らした。2009年7月20日に没。死は家族の意向で公表されず、数カ月後に社会保障局による死亡記録から判明した。